# Pierluigi Petrobelli
Pierluigi Petrobelli (Padova, 18 ottobre 1932 – Venezia, 1º marzo 2012) è stato un musicologo italiano.

## Biografia
Dopo la laurea all'Università "La Sapienza" di Roma con una tesi su Giuseppe Tartini e gli studi di composizione con Arrigo Pedrollo, Pierluigi Petrobelli ha conseguito un Master of Fine Arts alla Princeton University nel 1961.
Dal 1964 al 1969 è stato bibliotecario archivista dell'Istituto di Studi Verdiani di Parma e dal 1968 al 1973 ha insegnato storia della musica all'Università di Parma.
Dal 1973 al 1980 è stato dapprima lecturer in Music e, successivamente, reader in musicology presso il King's College di Londra.
Nel 1980 è stato nominato direttore dell'Istituto Nazionale di Studi Verdiani ed è diventato ordinario di storia della musica presso la Facoltà di Lettere dell'Università di Perugia. Tre anni dopo ha assunto tale incarico presso l'Università "La Sapienza" di Roma.
Direttore responsabile della Rivista Italiana di Musicologia (1968-1971) nonché della collana di Studi Verdiani, è stato membro del Comitato editoriale per l'edizione critica delle opere di Giuseppe Verdi, del Comitato scientifico del Mozarteum di Salisburgo, dell'Accademia Europaea, dell'External advisory Panel della Faculty of Music dell'Università di Oxford.
Socio nazionale dell'Accademia dei Lincei nonché socio onorario dell'America Musicological Society e della Royal Musical Association, è stato inoltre insignito del titolo di "Visitante distinguido" dall'Università di Cordoba; nel 1988 ha tenuto la Chair of Italian Culture all'Università di Berkeley in California e nel 1996 la "Lauro De Bosis Lecturership" in the History of Italian Civilization all'Harvard University.
Tra i suoi principali e poliedrici interessi di ricerca, l'opera di Tartini, di Verdi e la drammaturgia musicale.
È morto nel 2012.